# Temple de Kukulkan
El temple de Kukulkan o piràmide de Kukulkan és una piràmide maia coneguda també com a «El Castillo», terme que van utilitzar els espanyols el segle xvi, buscant alguna similitud arquitectònica coneguda al continent europeu. L'actual temple va ser construït el segle xii dC pels maies itzáes a l'antiga ciutat de Chichén Itzá, fundada originàriament per aquest mateix poble maia el segle vi dC al territori pertanyent a l'actual estat mexicà de Yucatán. El seu disseny té una forma geomètrica piramidal, conté nou nivells o basaments, quatre façanes principals, cadascuna amb una escalinata central, i una plataforma superior rematada per un templet. En aquesta construcció, s'hi va retre culte al déu maia Kukulkan (en llengua maia: 'Serp emplomada'), raó per la qual es poden apreciar motius serpentins en la decoració arquitectònica. D'altra banda, també conté simbolismes que fan al·lusió als nombres més importants utilitzats al calendari Haab (calendari solar agrícola), el calendari Tzolkin (calendari sagrat) i la roda calendàrica. L'alineació de la construcció de la piràmide permet que es puguin observar diversos fenòmens de llum i ombra, els quals es produeixen en el seu propi cos durant els equinoccis i solsticis cada any.
El 1988, l'Organització de les Nacions Unides per a l'Educació, la Ciència i la Cultura UNESCO va declarar a la ciutat maia de Chichén Itzá com a Patrimoni de la humanitat. Gairebé 20 anys després, el cineasta suís Bernard Weber va convocar per mitjà de la New Open World Corporation una «elecció mundial», per elegir a les noves meravelles del món: la ciutat maia va resultar guanyadora i des del 7 de juliol de 2007 va ser declarada com una de les «noves 7 meravelles del món contemporani». La piràmide de Kukulcán és una de les principals estructures del lloc.

## Dimensions

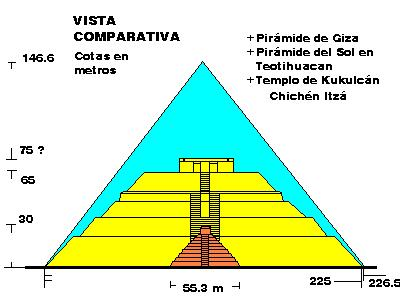
Mida comparativa del temple de Kukulkan amb la piràmide del Sol de Teotihuacan i la piràmide de Kheops

En comparació amb la piràmide de Kheops a Egipte, o fins i tot a la piràmide del Sol de Teotihuacan, les dimensions de la piràmide de Kukulkan són petites.
Pel que fa a l'alçada, la piràmide de Keops mesura aproximadament 147 m i la del Sol, 65 m, sense incloure els suposats 10 metres que tindria el seu templet; per la seva banda, l'altura de la piràmide de Kukulkan assoleix els 24 m fins a la plataforma superior, més 6 m del seu templet per aconseguir 30 m com a màxim. La base de la construcció egípcia té unes mesures aproximades de 226,5 m, mentre que la del Sol assoleix els 225 m. Per la seva part, la piràmide de Kukulkan només mesura 55,3 m a les bases de les seves façanes.
D'aquesta manera, les mesures de la piràmide de Kukulkan no rivalitzen amb les d'altres construccions similars al món, fins i tot la piràmide de Tikal (64 m) és més alta. Són les seves característiques arquitectòniques, els seus simbolismes calendàrics i astronòmics el que la fa destacar de manera particular.

## Interior de la piràmide
El 1566, la piràmide va ser descrita per fra Diego de Landa en el manuscrit conegut com a Relació de les coses de Yucatán (en castellà: Relación de las cosas de Yucatán); gairebé tres segles més tard, John Lloyd Stephens va descriure de manera més minuciosa l'arquitectura de la piràmide en el seu llibre Incidents del viatge a Yucatán, obra publicada el 1843. En aquella època, la zona arqueològica de Chichén Itzá es trobava dins d'una hisenda que tenia el mateix nom, i era propietat de Juan Sosa. El llibre, decorat amb litografies de Frederick Catherwood, mostra la piràmide coberta d'abundant vegetació en tots els seus talussos. Existeixen fotografies fetes a començaments del segle xx on apareix la piràmide coberta parcialment amb l'esmentada vegetació.

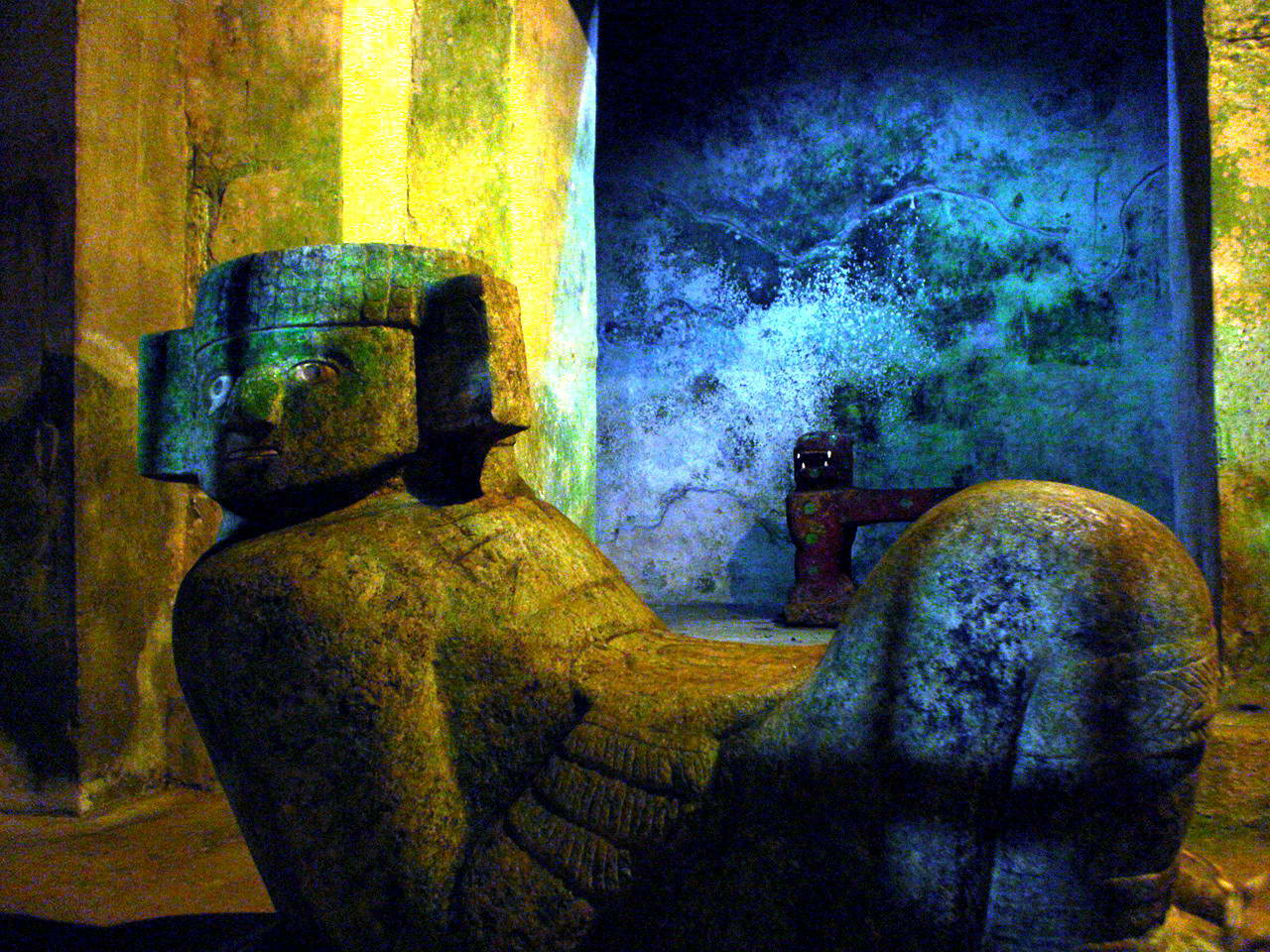
Chac Mool a la sala de les ofrenes a l'interior del temple de Kukulkan

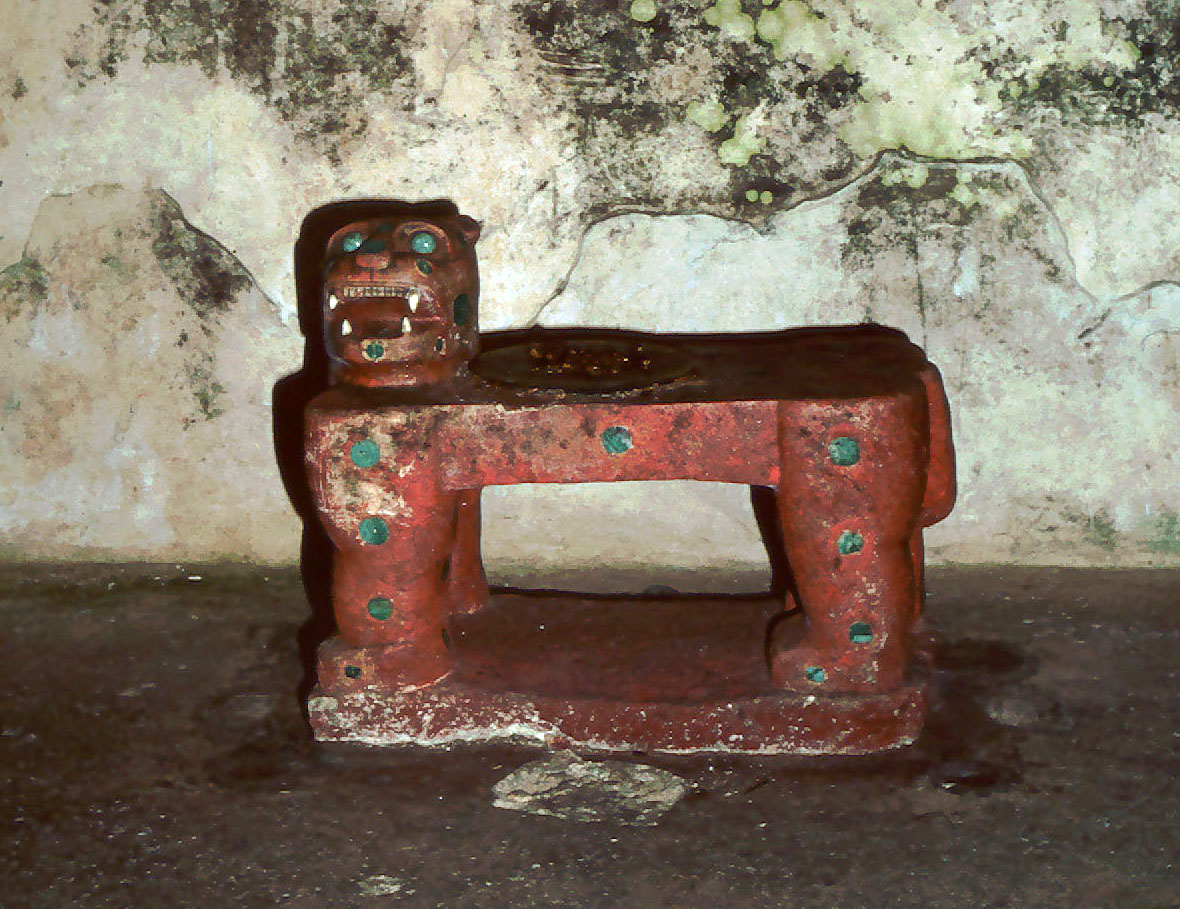
Escultura del jaguar (balam) a la cambra de sacrificis en l'interior del temple de Kukulkan

L'Institut Carnegie de Washington (Carnegie Institution of Washington) va sol·licitar el 1924 permís al govern mexicà per realitzar exploracions i reconstruccions a la zona de Chichén Itzá. El 1927, amb l'assistència d'arqueòlegs mexicans, es van iniciar els treballs. L'abril de 1931, buscant confirmar la hipòtesi que l'estructura de la piràmide de Kukulkan es trobava construïda sobre una altra piràmide més antiga, es van iniciar els treballs d'excavació i exploració, malgrat la reticència general de l'època. En gran manera, l'arqueòleg José Erosa Peniche va influir en l'autorització de l'esmentada exploració. El 7 de juny de 1932, es va trobar una caixa amb objectes de corall i obsidiana i incrustacions de turquesa al costat de restes humanes; els objectes s'exhibeixen al Museu Nacional d'Antropologia de Mèxic de la ciutat de Mèxic.
Després de llargs treballs, l'abril de 1935 es va trobar en l'interior de la piràmide una figura de Chac Mool amb incrustacions de closca de nacre a les ungles, dents i ulls. El recinte on es va realitzar la troballa va ser batejat com a sala de les ofrenes o cambra nord. A només uns quants metres, i després de més d'un any d'excavacions, l'agost de 1936 es va descobrir un segon recinte, el qual es va batejar amb el nom de cambra de sacrificis, dins del qual es van trobar dues fileres de canyelles humanes encastades de forma paral·lela al fons de la cambra, i l'escultura d'un jaguar) de color vermell amb 74 incrustacions de jade que simulen al cos les taques característiques de l'espècie; els ulls són simulats amb mitges llunes de la mateixa pedra i els ullals i dents en pedrenyal, pintats de blanc. Al llom hi havia un disc de turqueses que aparentment servia per cremar copal, ambdues figures tenen la mirada dirigida al NNE (nord-nord-est). Com a conclusió es va determinar l'existència d'una piràmide de mesures aproximades de 33 metres d'ample, d'igual forma a l'exterior, amb 9 basaments i una altura de 17 m fins a la plataforma del templet on es van trobar el Chac Mool i el jaguar; s'estima que aquesta construcció correspon al segle xi dC. Conclosos els treballs es va construir una porta d'accés a la balustrada de l'escalinata exterior de la façana NNE per facilitar l'accés als turistes. La piràmide interior més antiga és referida com a "subestructura".

## Simbolismes calendàrics

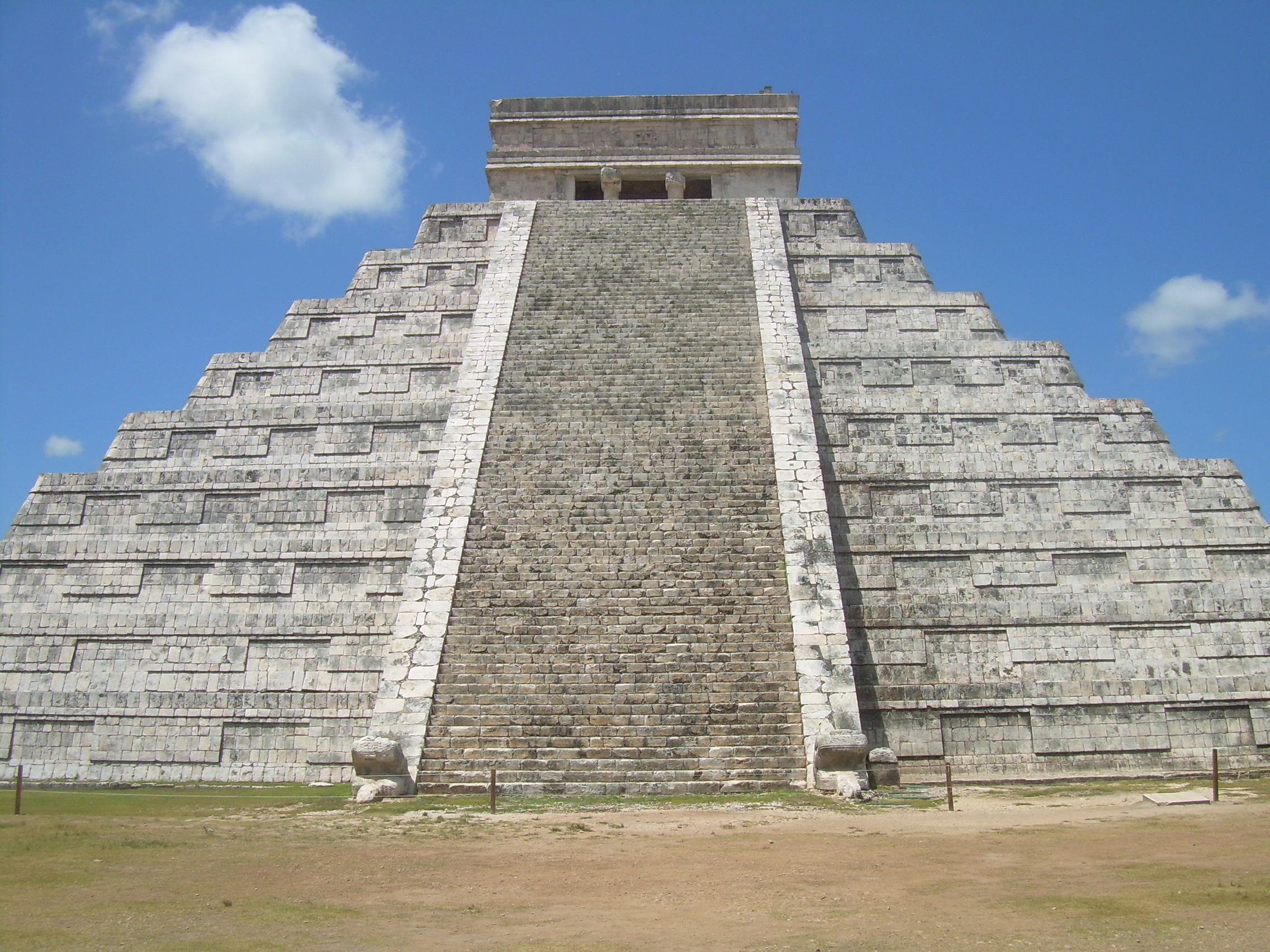
Façana NNE: s'hi poden veure els 9 basaments, i gran part dels plafons en baix relleu. A la part superior del templet, s'hi pot veure l'únic dels 20 merlets que adornaven el sostre, durant les cerimònies els maies itzáes solien col·locar-hi 20 banderes de plomes. A la banda inferior de l'escalinata central, s'hi observen dos caps de serps emplomallades adornant l'inici o final dels balustres o ampits

El temple de Kukulkan, principal estructura de Chichén Itzá, demostra els profunds coneixements de matemàtiques, geometria, acústica i astronomia que els maies posseïen. En ser una societat inicialment agrícola, els maies van observar amb deteniment el comportament de les estacions, les variacions de les trajectòries del Sol i les estrelles, i combinant els seus coneixements, van aconseguir registrar-los en la construcció del temple dedicat al seu déu Kukulkan.
Igual com les cultures mesoamericanes, la cultura maia va utilitzar un calendari agrícola solar que anomenaven Haab, i que conté 18 mesos o uinals; cada uinal té 20 dies o kines. D'aquesta forma, el calendari comprèn 18 x 20 = 360 dies regulars o kines, més cinc dies addicionals, considerats com a nefastos, anomenats uayeb.
El temple de Kukulkan inclou quatre escalinates, cadascuna té 91 esglaons; d'aquesta forma en sumen 364 i considerant la plataforma superior del temple tenim un total 365 unitats que representen els dies de l'Haab.
El segon calendari utilitzat pels maies, anomenat Tzolkin o calendari sagrat, consta de 13 mesos i cada mes té 20 dies, de tal manera que aquest conté 260 dies. Els cicles del Tzolkin i l'Haab es van fusionar en una roda calendàrica de tal manera que la combinació d'ambdós es repeteix cada 18.980 dies (mínim comú múltiple de 260 i 365) equivalents a 52 anys, cosa que vol dir que cada 52 cicles del calendari Haab comença a repetir-se la combinació d'ambdós calendaris.
Els nombres 18 (uinals), 20 (kines), 5 (uayeb), 52 (cicles), poden desxifrar-se de manera més complexa a la piràmide de Kukulkan. El temple té 9 nivells o basaments, si s'observa de forma frontal qualsevol de les façanes; en tenir al centre de la vista l'escalinata, es pot multiplicar el nombre de basaments x 2, i dona com a resultat el nombre 18, corresponent així als 18 uinals de l'Haab. Al templet superior de la piràmide hi havia 5 ornaments o merlets en cada façana, d'aquesta manera es tenien 20 merlets que representen els 20 dies o kines de cada uinal. A cada façana, en el peralt de cada basament hi ha plafons en baix relleu, en el nivell més alt són només dos plafons, i els altres vuit basaments tenen tres plafons, de tal manera que 3 x 8 = 24 + 2 = 26 plafons, que sumats als altres 26 plafons del costat oposat de l'escalinata ens donen un gran total de plafons per façana de 52, és a dir, representen els 52 cicles de l'Haab en la roda calendàrica. Com a ornamentació, l'edifici té 260 quadrangles que coincideixen amb el nombre de dies del calendari Tzolkin.
D'aquesta manera, i d'acord amb els calendaris utilitzats pels maies, es pot deduir que la piràmide no sols està dedicada al déu Kukulkan, sinó que també observa el còmput del temps, donant particular rellevància als seus cicles.

## Acústica a l'escalinata
Cap a les darreries del segle xx el turisme a Chichén Itzá es va incrementar i va ser quan accidentalment els guies de turistes van descobrir un efecte acústic que es produeix a l'escalinata NNE de la piràmide. Si una persona aplaudeix de forma frontal a l'escalinata, el so de l'aplaudiment es propaga cap al peralt dels esglaons i rebota en forma d'eco distorsionat, és a dir, la reflexió del so s'escolta diferent de la font (aplaudiment), provocant un xerric semblant al cant d'un quetzal (vídeo).
Tècnicament això és degut al fet que el so produït per la font es propaga de manera simultània per xocar amb els esglaons inferiors i superiors de l'escalinata, però el so arriba primer als més propers, és a dir, als inferiors, i una fracció de mil·lisegon després als superiors. Aquesta fracció de temps és suficient per a crear interferències amb les ones de reflexió i produir el peculiar eco. Només els sons de baixa freqüència com ara l'aplaudiment produeixen l'efecte.

## Descens de Kukulcan en els equinoccis

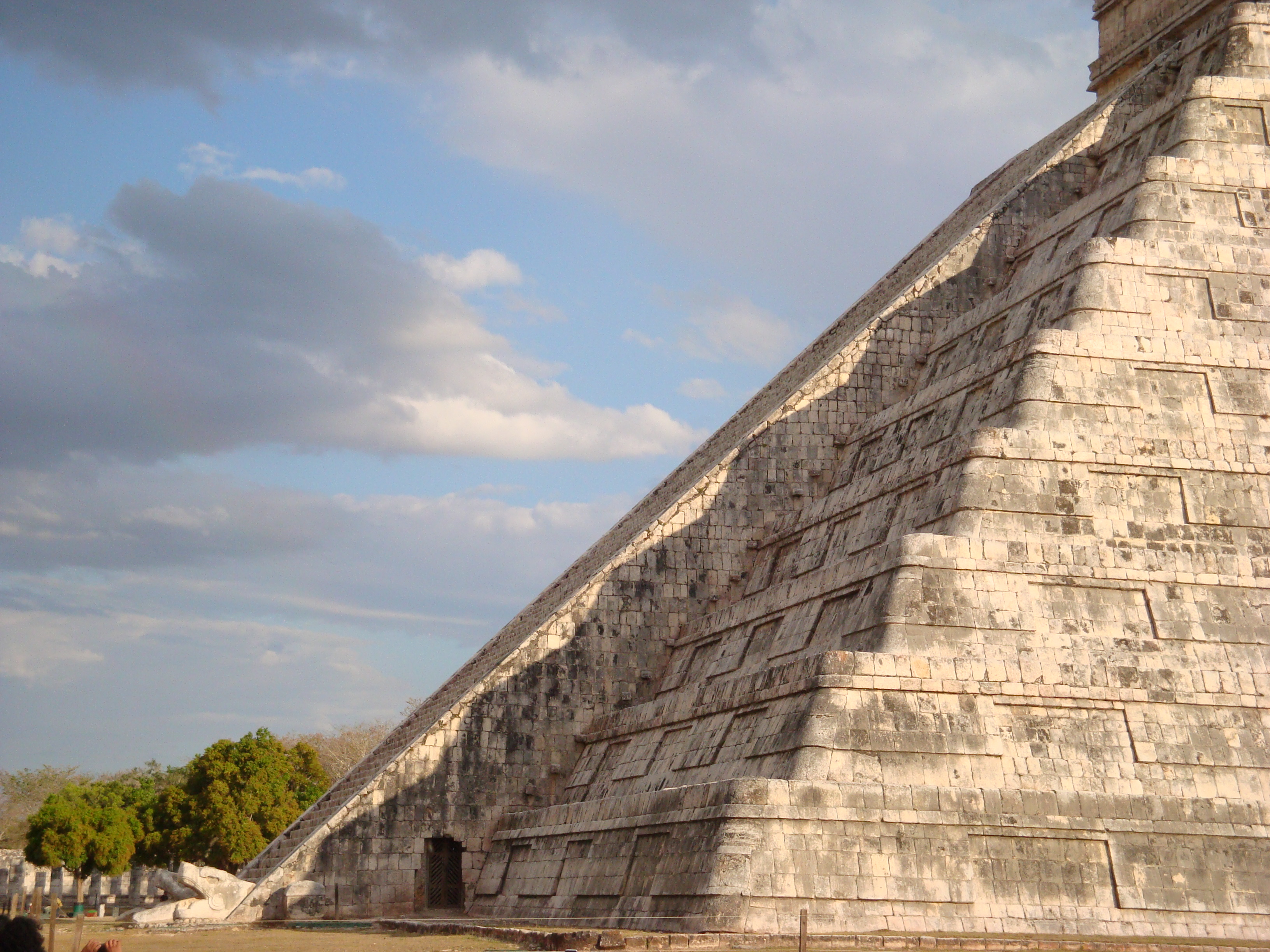
Triangles de llum i ombra que aparenten el descens de la serp per l'escala un dia d'equinocci

Il·luminació de la Terra pel Sol durant els equinoccis. El dia té la mateixa durada que la nit

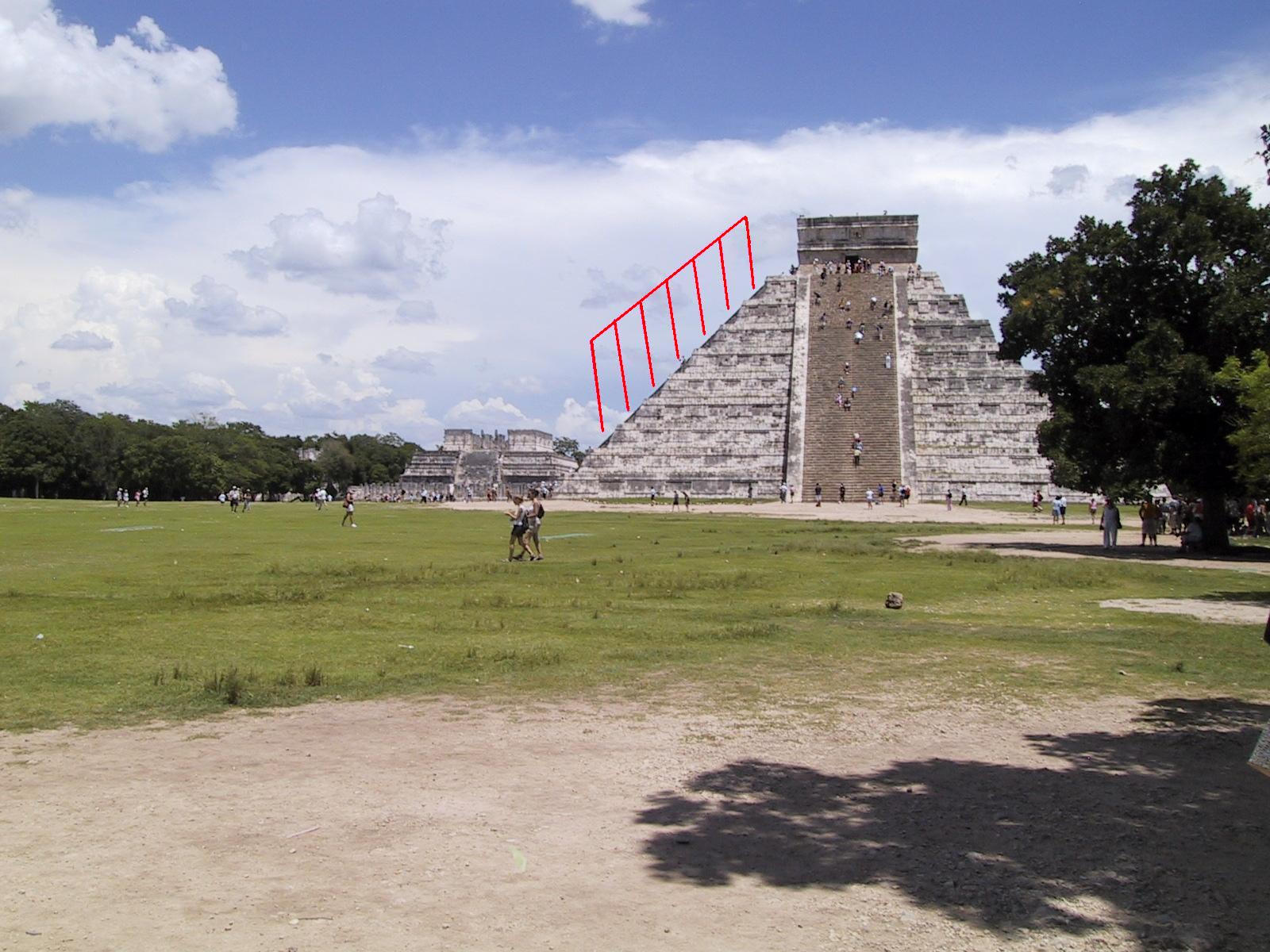
Façana ONO, a la imatge s'hi assenyalen els triangles que formen els basaments i que permeten el pas de llum projectant-se a la balustrada de l'escalinata

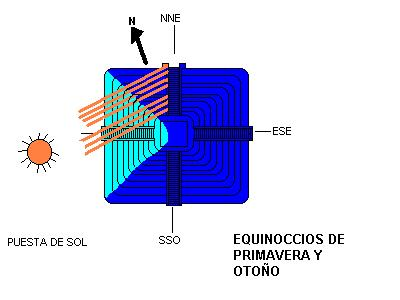
Formació de set triangles isòsceles de llum a l'escala NNE simulant el cos d'una serp durant els capvespres equinoccials, els raigs de llum penetren per la cantonada nord dels basaments de la façana ONO

Si durant un any i des d'un punt fix contemplem l'alba en l'horitzó, podrem observar que el sol hi va apareixent en diferents posicions i la seva trajectòria al cel va canviant. Això és a causa dels propis moviments de la Terra, de rotació sobre el seu eix i de translació al voltant del Sol, així com la variant de la seva eclíptica, i la inclinació de l'eix terrestre.
A l'hemisferi nord del planeta, durant un any el sol sembla col·locar-se en la línia de l'horitzó en un punt més austral durant el solstici d'hivern (desembre), passant per un punt intermedi durant l'equinocci de primavera (març) i arribant a un punt més septentrional durant el solstici d'estiu (juliol), per tornar novament al punt intermedi durant l'equinocci de tardor (setembre) i reiniciar el cicle novament.
Aquest moviment aparent té una variació addicional si ens traslladem a diferents latituds del planeta. Els maies van considerar totes aquestes variables i amb gran atenció van observar els possibles fenòmens de llum i ombra generats durant cada dia de l'any. Van construir així la piràmide de Kukulcán tenint en compte totes aquestes variables; a més de les consideracions arquitectòniques, van orientar la façana NNE amb una inclinació aproximada de 20° respecte del nord geogràfic.
Cap al tard dels equinoccis de primavera i tardor, s'observa a l'escalinata NNE de la piràmide de Kukulcan una projecció solar serpentina, consistent en set triangles isòsceles de llum invertits, com a resultat de l'ombra que projecten les nou plataformes d'aquest edifici durant l'ocàs. A Chichén Itzá, el fenomen es veu en tota la seva esplendor i la imatge de la serp de triangles de llum i ombra és projectada a la llata NNE; així que avança el temps sembla descendir del temple una serp i l'últim reducte de llum es projecta al cap de la serp emplomallada que es troba en la base de l'escalinata. Aquest fenomen ocorre el març i el setembre, i pot observar-se aproximadament durant un període de cinc dies en les dates més pròximes als equinoccis; la durada de l'efecte comença aproximadament 3 hores abans de l'ocàs; al principi d'aquestes hores es pot veure a la balustrada una forma de llum ondulada que a poc a poc es va tancant per formar 7 triangles isòsceles, els quals només són visibles durant 10 minuts; després comencen a desaparèixer gradualment. Els maies realitzaven una sèrie de preparacions durant quatre dies i el cinquè era motiu de gran celebració. Aparentment, era a la llengua de la serp on es col·locaven diverses ofrenes al déu Kukulcan (vídeo).
A la zona arqueològica de Mayapán, hi ha una piràmide de menors dimensions, però d'iguals proporcions i dedicada sens dubte a Kukulcan. La projecció ondulada del cos de la serp també pot ser observada en l'ocàs dels equinoccis; tanmateix, no és tan espectacular a causa del deteriorament de la mateixa estructura.

L'any 1566, Diego de Landa va descriure que els maies celebraven el dia 16 del mes Xul l'arribada de Kukulcan, a qui tenien com un déu; la celebració es realitzava a tot el món maia fins a la destrucció de Mayapán; després només els tutul xiúes la realitzaven a la seva capital Maní. Després de mantenir dejuni i abstinència, els sacerdots reunits anaven al temple de Kukulcan, on passaven cinc dies i nits en oració realitzant alguns balls devots:
| «                                                          | ..."Deien i tenien molt cregut, que el darrer dia baixava Cuculcan del cel i rebia els serveis, vigílies i ofrenes. Anomenaven aquesta festa Chickabán... " | » |
| — Relación de las cosas de Yucatán, Diego de Landa (1566). | |   |

A causa que les façanes SSO i ESE es troben deteriorades, no s'observa cap fenomen de llum i ombra en les albes equinoccials; tanmateix, és probable que si es restauressin les escalinates i les balustrades, es podria apreciar un efecte que evoqués l'ascens del cos de la serp a la piràmide per l'escalinata de la façana SSO.

## Kukulkan, Quetzalcóatl, Gucumatz, Coo Dzavui

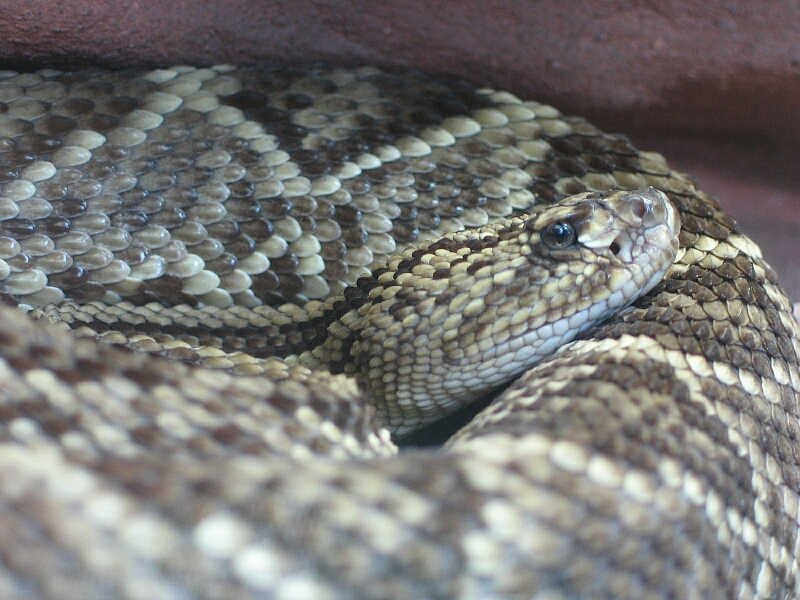
Crotalus durissus, serp de cascavell (tsáab kaan) amb triangles al cos

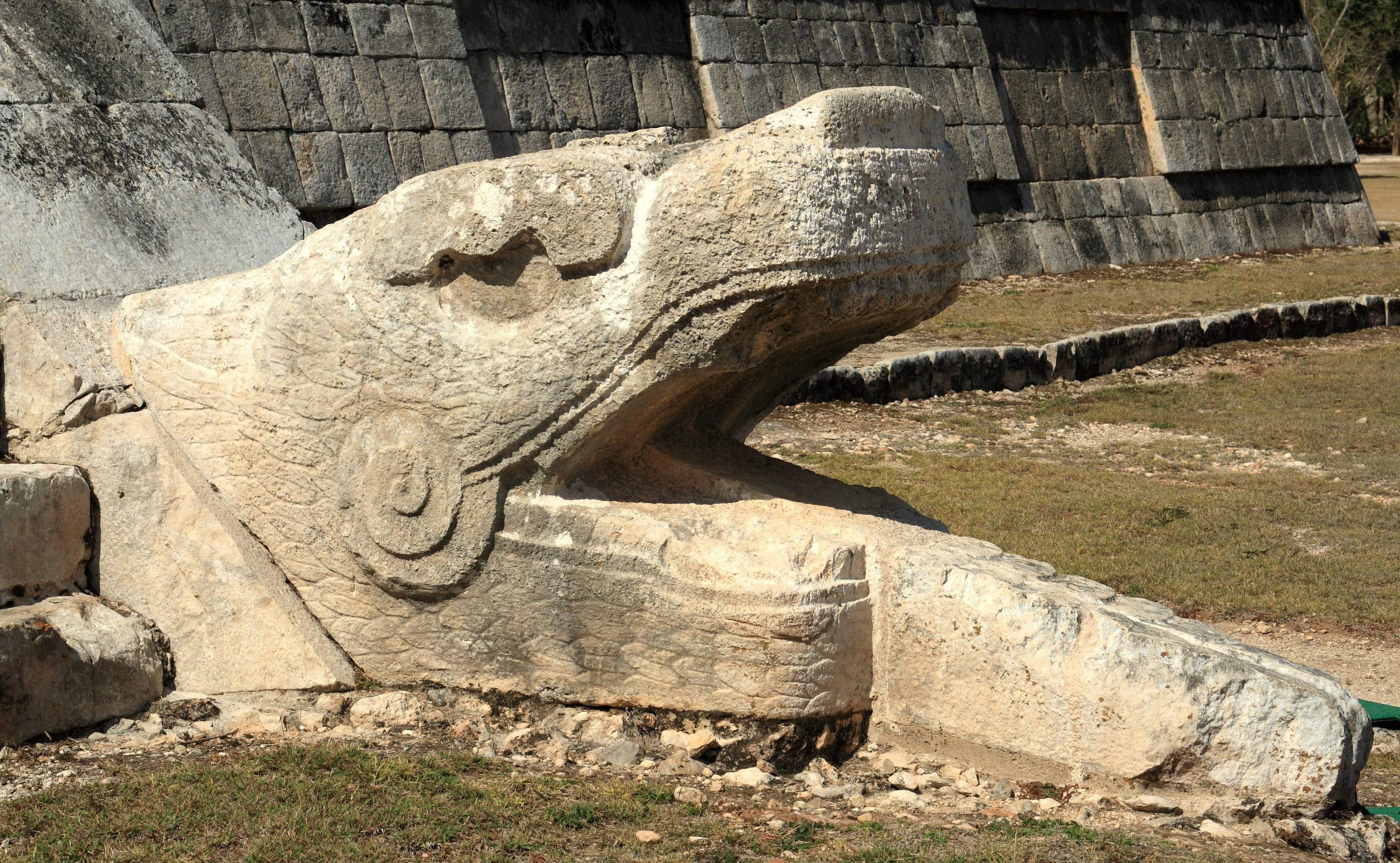
Cap de serp emplomallat rematant l'escalinata de la piràmide

A finals del període clàssic mesoamericà, es va registrar una influència arquitectònica, cultural i religiosa en la zona maia, la qual s'ha adjudicat a la cultura tolteca de l'altiplà. És per això que es troben similituds entre la deïtat Quetzalcóatl (en náhuatl: Quetzalcōātl, 'serp emplomallada') i la deïtat maia Kukulcan (en maia: k'u uk'um y kaan, 'ploma i serp').
Al Popol Vuh la deïtat és citada com a Gucumatz (en quiché: Q'uk'umatz, 'serp emplomallada'), que junt amb Tepew són considerats els déus formadors de l'univers.
Va ser conegut per la cultura mixteca com a Nou Vent (en mixtec: Coo Dzavui, 'serp de pluja'). D'acord amb les descripcions de Diego de Landa, el déu va ser especialment venerat en diverses ciutats del nord-oest de la península de Yucatán, entre les quals destaquen Chichén Itzá, Mayapán i Maní.
En moltes bandes de la decoració arquitectònica de columnes i llindes de Chichén Itzá, hi ha al·lusions al cos de la serp: al mateix temple de Kukulcan, al temple dels Jaguars, al temple dels Guerrers, al Joc de pilota, o a la Plataforma de les Àguiles i els Jaguars. La classe del rèptil sembla Crotalus durissus, coneguda com a serp de cascavell a causa de la forma del cap de les escultures, als relleus que detallen serps amb cascavell en altres edificis de la ciutat, i als triangles de llum que es formen en els dies equinoccials, els quals evoquen els triangles que es formen a la pell del cos de l'espècie.
És destacable el decorat de la llengua de les serps que es troben a la rematada de l'escalinata. La llengua té semicercles que fan al·lusió a la trajectòria diària del Sol al cel. En la vista de perfil dels caps, al costat de la comissura de la boca, s'hi aprecien espirals que evoquen un cargol; el traçat pot interpretar-se com una al·lusió al període cíclic del moviment del Sol en l'horitzó. A la part superior de les parpelles de la serp, també s'hi pot apreciar el símbol de Sol.

Addicionalment a la projecció del cos imaginari de la serp (kaan) descendint per la llata de l'escalinata, els maies col·locaven banderes de plomes (k'u uk'um) als merlets del templet durant les festivitats equinoccials orientades a donar inici al cicle agronòmic dels maies.
| «                                                          | "Que és opinió entre els indis, que amb els yzaes que van poblar Chichenizá, va regnar un gran senyor anomenat Cuculcan, i que mostra ser això veritat l'edifici principal que es diu Cuculcan; i diuen que va entrar per la part de ponent, i que difereixen en si va entrar abans o després dels yzaes o amb ells, i diuen que estava ben disposat i que no tenia dona ni fills; i que després de la seva tornada va ser tingut a Mèxic per un dels seus déus i anomenat Cezalcuati, i que a Yucatan també el van tenir per déu per ser gran republicà, i que això es va veure al seient que va posar a Yucatan després de la mort dels senyors per mitigar la dissensió que les seves morts van causar a la terra..." | » |
| — Relación de las cosas de Yucatán, Diego de Landa (1566). | |   |

## Solstici d'estiu

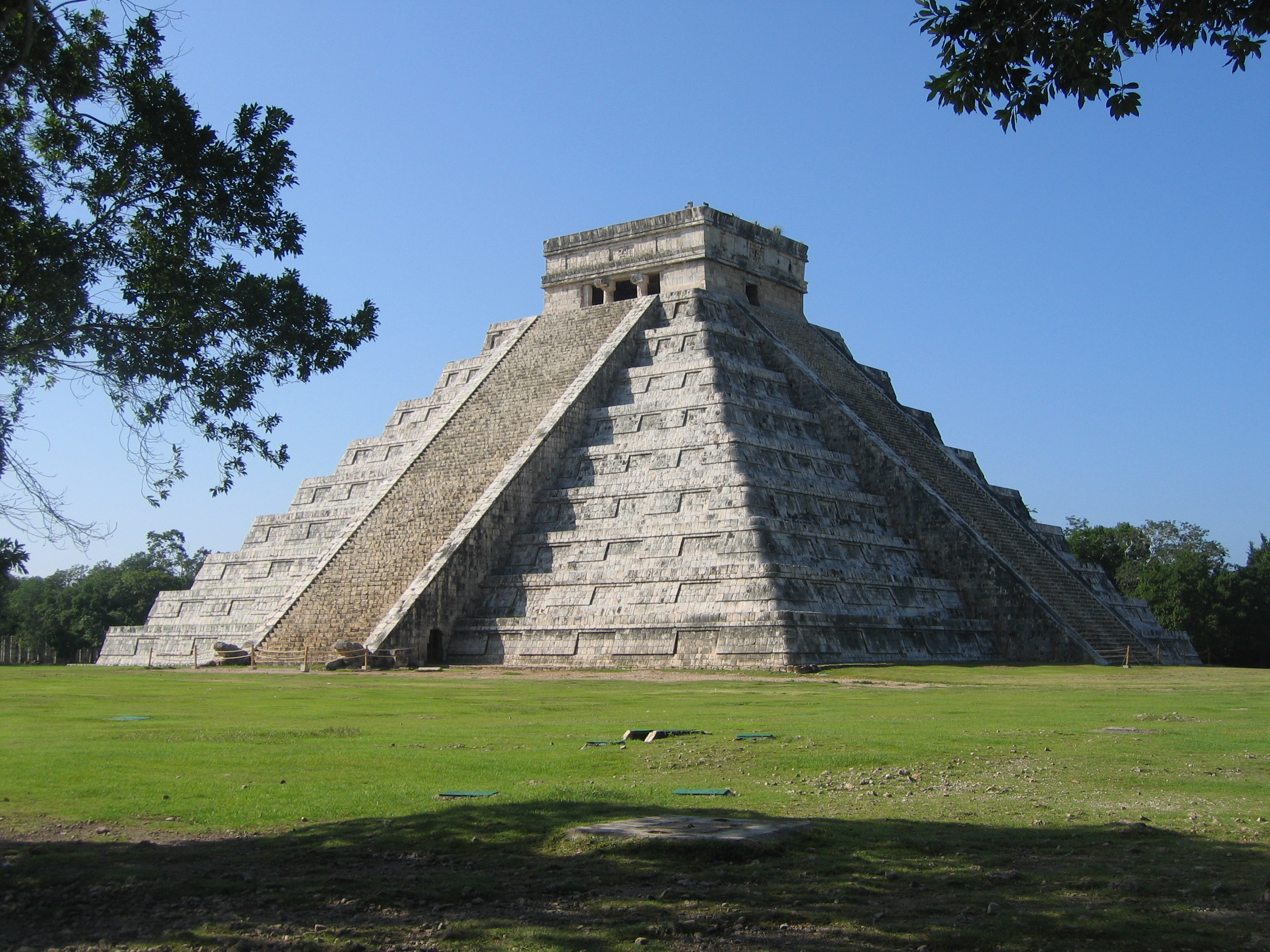
Façana il·luminada (NNE) i façana en ombra ONO)

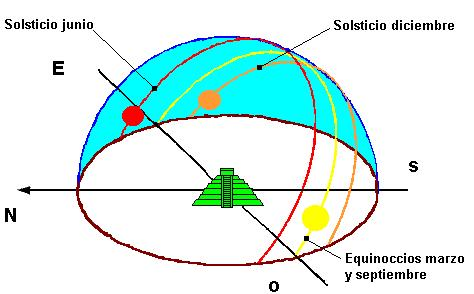
Trajectòria solar en solsticis i equinoccis

Des de l'última dècada del segle xx, els arqueòlegs van començar a observar els fenòmens de llum i ombra que ocorren en els solsticis d'estiu i hivern, però no va ser fins a juny de 2007 que es van fer estudis minuciosos del tema. Astrònoms de l'Institut Tecnològic de Mérida i investigadors de l'Institut Nacional d'Antropologia i Història van corroborar que durant els primers minuts de l'alba del solstici de juny (estiu hemisferi nord) i durant un període de 15 minuts, la piràmide de Kukulcan és il·luminada a les façanes NNE i ESE pels raigs del sol, mentre que les façanes ONO i SSO romanen en total foscor. En altres paraules, un 50% de la piràmide roman il·luminada i un 50% roman en la foscor, marcant amb aquest simbolisme el moment exacte del solstici.
Aquest efecte de llum i ombra ocorre de forma semblant durant el solstici de desembre (hivern en l'hemisferi nord), però en el capvespre les façanes il·luminades són l'ONO i SSO mentre que les façanes NNE i ESE romanen en l'ombra. El fenomen es deu a l'orientació de +/- 20° respecte del nord geogràfic, i la latitud on està ubicada la piràmide.
L'explorador John Lloyd Stephens el 1840 es va adonar de l'orientació dels edificis. A causa que no va poder observar els efectes de llum i ombra, la va atribuir a un possible error en la construcció; mai no es va imaginar que aquesta variació havia estat totalment premeditada segles abans pels constructors maies, d'altra banda les mesures referides semblen tenir certa variació amb les reals:
| «                                                          | ..."En la distància com de cinc-cents peus d'aquest edifici, cap al sud-est, sobresurt l'anomenat "Castell", que és el primer edifici que vam veure, i el més culminant de tots per qualsevol punt de la plana.. ..El monticle sobre el qual es troba erigit mesura en la seva base, pels costats del sud i del nord, cent noranta-sis peus deu polzades, i en els costats de l'orient i ponent, dos-cents dos peus. No correspon exactament als quatre punts cardinals, encara que és probable que es va pretendre en construir-lo que així fos; i a tots els edificis, per algun motiu no molt fàcil d'explicar, mentre que un té una inclinació o variació de deu graus, respecte d'un punt, l'immediat en varia dotze o tretze respecte d'un altre punt .. En el costat de l'oest, hi ha una escalinata de trenta-set peus d'amplada; i en la del nord una altra de quaranta-cinc peus i conté noranta esglaons. Al peu d'aquesta, formant una arrencada atrevida a la part superior, hi ha dos caps colossals de serps de deu peus d'extensió, amb la boca oberta i la llengua fora. No hi ha dubte que eren els emblemes d'alguna creença religiosa, i van haver d'haver excitat un sentiment solemne de terror en l'ànim d'un poble dotat d'imaginació, quan es passejava entre ambdós caps." | » |
| — Incidentes del viaje a Yucatán, John L. Stephens (1843). | |   |

Per tal que la piràmide de Mayapán, que va ser construïda amb característiques semblants a la de Chichén Itzá, pogués mostrar els mateixos fenòmens de llum i ombra, la seva orientació va haver de tenir una lleugera variació a causa que no es troba en la mateixa coordenada de latitud que la de Chichén Itzá.
D'aquesta forma, la construcció de la piràmide sembla un calendari arquitectònic que marca els solsticis i equinoccis, dates importants per als cicles agrícoles. Quan l'òrbita de la Lluna es troba en la mateixa posició equinoccial del sol, també és possible veure en la llata de l'escalinata NNE la figura projectada de la serp en un espectacle natural nocturn.
Aquests fenòmens de llum i ombra que s'observen a la piràmide són fidels testimonis que proven els coneixements astronòmics de la cultura maia. En l'estructura coneguda com l'observatori, el cargol o edifici circular, també s'han registrat efectes de llum i ombra durant els equinoccis. En el Còdex de Dresde, s'ha pogut interpretar que els maies estudiaven la trajectòria orbital del planeta Venus, al qual li van dedicar una petita construcció a la ciutat de Chichén Itzá.
| «                                   | "El quart Ahau katún és l'onzè katún. S'explica a Chichén Itzá, que és el seient del katún. Arribaran a la seva ciutat els itzáes, arribaran plomatges, arribaran quetzals, arribarà Kantenal, arribarà Xekik, arribarà Kukulcan. I darrere d'ells, una altra vegada arribaran els itzáes." | » |
| — Chilam Balam de Chumayel, anònim. | |   |

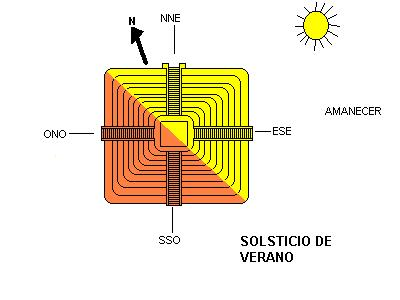
Il·luminació durant el solstici de juny (estiu a l'hemisferi nord)
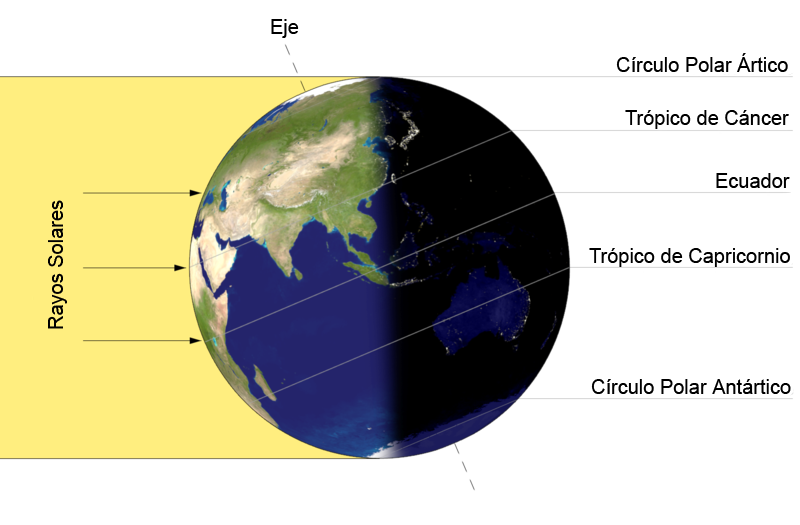
Il·luminació de la Terra pel Sol en el solstici de juny
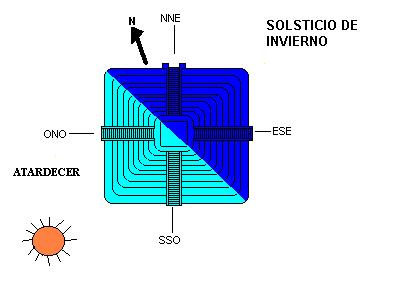
Il·luminació durant el solstici de desembre (hivern a l'hemisferi nord)
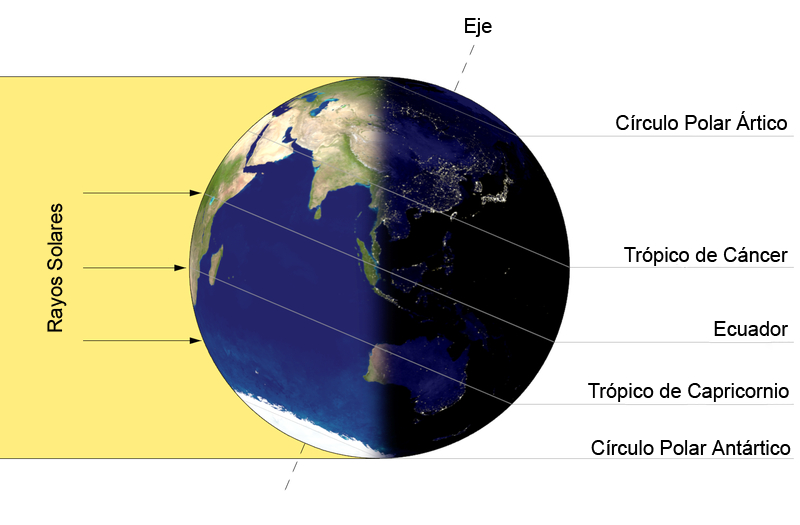
Il·luminació de la Terra pel Sol en el solstici de desembre